# السيد الثاني والسيدة الثانية للولايات المتحدة
السيد الثاني والسيدة الثانية للولايات المتحدة هو لقب غير رسمي لزوجة أو زوج نائب رئيس الولايات المتحدة أثناء مدة الولاية الرسمية لنائب الرئيس ، وهو يناظر لقب السيدة الأولى (الذي هو دائما تقريبًا زوجة الرئيس). - وإن كان استخدامه أقل شيوعًا - مصطلح «سيدة الثانية» قد استخدمته لأول مرة جيني تاتل هوبارت (زوجة غاريت هوبارت، نائب الرئيس 1897-1899) للإشارة إلى نفسها، سقط في وقت لاحق، ولكن تم إحياؤه في الثمانينات من القرن العشرين. خلال التسعينات تم التخلي عن اللقب مرة أخرى، لصالح «زوجة نائب الرئيس»، ولكن تم استرجاعه خلال فترة إدارة باراك أوباما.
وكانت رؤية السيدة الثانية في المجال العام نوعًا ما تطورًا حديثًا. على الرغم من أن دور السيد أو السيدة الأولى كما في البيت الأبيض هو تضييف المواعيد منذ بداية الجمهورية (شغلت هذه الوظيفة عادة من قبل عضو آخر من عائلة الرئيس إذا كان الرئيس غير متزوجا أو أرمل)، مع وجود استثناءات قليلة، كان هذا الأمر معتادا حتى أواخر القرن العشرين وأوائل القرن الحادي والعشرون، حيث أخذوا أدوار جمهورية جذبت اهتمام وسائل الإعلام إليهم بشكل كبير.
فلوريد كالهون، زوجة نائب الرئيس جون كالهون، كانت شخصية محورية في التنورة الداخلية شأن، فضيحة الاجتماعية والسياسية التي تشارك النبذ الاجتماعي وزير الحرب جون ه إيتون وزوجته مارجريت أونيل إيتون مزيد ضررا بالفعل العلاقات -strained بين نائب الرئيس كالهون والرئيس أندرو جاكسون. كان تيبر غور، زوجة نائب الرئيس آل غور، ونشط في العديد من الحملات لإزالة المواد وجدت المكروهة من وسائل الترفيه الشعبية الأميركية مثل الأفلام والبرامج التلفزيونية والموسيقى، بدءا عندما كان زوجها عضوا في مجلس الشيوخ. تحدت الأداء في استخدامهم للكلمات بذيئة، وغالبا ما تناقش مع منتقديها، مثل الميت كنيدي المغني جيلو بيافرا. دافع لين تشيني زوجة نائب الرئيس ديك تشيني، وإصلاح التعليم، مشيرا إلى فشل محددة من نظام التعليم العام الأمريكي خلال توليها منصب سيدة الثانية. وهي مؤيد صريح ولا سيما التعليم التاريخ الأميركي، بعد أن كتب خمسة كتب الأفضل مبيعا حول هذا الموضوع للأطفال وأسرهم.
السيدة الثانية للولايات المتحدة الحالية هي أوشا فانس، مُنذ أن أصبح زوجها جيه دي فانس نائب رئيس الولايات المتحدة الخمسين في 20 يناير 2025

يُعتبر دوغ إمهوف زوج نائبة رئيس الولايات المتحدة السابقة كامالا هاريس هو أول سيد للولايات المُتحدة في التاريخ السياسي الأمريكي.
وكانت هناك 17 فترة شغور في الدور، أطول من الذي استمر لمدة 16 عاما بين الخدمة نائب الزوجين الرئاسة الوصيفة آدمز وآن جيري. وكان أحدث سيدة الثانية الشواغر 132 يوما في عام 1974، بين خدمة بيتي فورد وروكفلر سعيد.

## الخلفية

### دورها في الممارسة العملية
لا يعد دور السيدة الثانية دورًا مدفوع الأجر وهو غير محدد رسميًا. كان من المتوقع تقليديًا أن تعمل زوجة نائب رئيس الولايات المتحدة كمضيفة بالإضافة إلى ظهورها في المناسبات المجتمعية. غالبًا ما يُستشهد بجيني توتل هوبارت، زوجة نائب الرئيس جاريت هوبارت (1897-1899)، كأول امرأة تلقب نفسها «بالسيدة الثانية». تولت هوبارت مهام المضيفة نيابةً عن السيدة الأولى إيدا مكينلي، التي كانت تعاني من مشاكل صحية مزمنة بما في ذلك الصرع. ابتداءً من عام 1917، تولت زوجة نائب الرئيس الدور غير الرسمي لعقد اجتماع زوجات أعضاء الصليب الأحمر في مجلس الشيوخ وترأست وجبات الغداء؛ أصبحت المنظمة فيما بعد تُعرف باسم نادي زوجات مجلس الشيوخ. أصبحت مسألة وضع السيدة الثانية موضوع نقاش في عام 1929 عندما تولت دوللي كورتيس غان، شقيقة نائب الرئيس تشارلز كورتيس (1929-1933)، دور المضيفة بالنيابة عنه، انطلاقًا من كونه كان أرملًا. كان غان قد خاض «معركة الأسبقية» العامة ضد أليس روزفلت ونغويرث، زوجة الناطق باسم مجلس النواب الأمريكي الراحل.
بمرور الوقت، بدأ دور زوجة نائب الرئيس يصبح أكثر وضوحًا بالتزامن مع تسلّم مكتب نائب الرئيس السلطة والنفوذ الأكبر، وذلك بعد توليه مسؤوليات إضافية. في عام 2010، وصفت مجلة ماري كلير دور السيدات الثانيات بأنهن «قد قللن من مستواهن لحضورهن عشاء خيري للدجاج المشوي والقيام بوظائف سياسية للجلوس والابتسام. يقمن باختيار قضية أو قضيتين... ويبقين بعيدًا عن الساحة إلى حد كبير». أشار المؤرخ الرئاسي جيل تروي إلى أنه خلال إدارة كينيدي، كان أحد أدوار السيدة الثانية ليدي بيرد جونسون هو أن تحلّ محل السيدة الأولى جاكلين كينيدي عندما انسحبت من الظهور العام، غالبًا في اللحظة الأخيرة؛ إذ حلّت جونسون محل كينيدي في أكثر من 50 مناسبة.
كانت بات نيكسون، زوجة نائب الرئيس ريتشارد نيكسون، أول زوجة ثانية تضيف قدرًا كبيرًا من الأهمية إلى دور زوجة نائب الرئيس. عندما تولت نيكسون المنصب في عام 1953، كانت الوظيفة الرسمية الوحيدة لها هي رئاسة مأدبة غداء السيدات في مجلس الشيوخ مرة واحدة سنويًا. بدلًا من ذلك، أطلقت نيكسون مبادراتها الخاصة مستشعرةً بفرص عظيمة وفرها دورها. وضعت جدولًا منفصلًا عن جدول زوجها، والذي غالبًا ما يتكون من أنشطة فردية. بصفتها السيدة الثانية، سافرت نيكسون إلى أكثر من 125،000 ميل حول العالم في ست قارات، بما في ذلك رحلة لمدة شهرين و 42000 ميل عبر آسيا في عام 1953. أثناء قيامها بمهام سفيرة النوايا الحسنة في جميع أنحاء العالم، أصرت على زيارة المدارس ودور الأيتام والمستشفيات وأسواق القرى بدلًا من حضور مناسبات الشاي أو القهوة. وبهذا، أنشأت نيكسون بشكل أساسي الدور الحديث للسيدة الثانية؛ كتبت المؤرخة كيت أندرسن بروير: «لقد ساعدت نيكسون في تحديد هذا الدور الغامض لجيل كامل من النساء اللاتي سيخلفنها». يقول المؤرخ كورماك أوبراين بأن بات نيكسون «ربما كانت السيدة الثانية الأكثر تميزًا في التاريخ الأمريكي» بسبب دورها في مرافقة نائب الرئيس ريتشارد نيكسون في جولة في العالم كسفيرة النوايا الحسنة. سافرت أيضًا بشكل مستقل عن نائب الرئيس وحضرت المناسبات بمفردها، بما في ذلك جولات الحملة. وفقًا لأوبراين، أثبتت السيدة الثانية نيكسون شعبيتها «كنموذج من الكرم والاتزان والأناقة»، وقد بذلت جهدًا كبيرًا للسفر إلى المواقع التي تم فيها حظر النساء المحليات بهدف نشر رسالة صريحة للمساواة في الحقوق.
خلال إدارة ريغان، استضافت السيدة الثانية باربرا بوش أكثر من ألف مناسبة وسافرت في أكثر من 1.5 مليون ميل في الداخل والخارج على مدى ثماني سنوات ودافعت عن قضية محو الأمية، القضية التي استمرت في دعمها حتى عندما أصبحت فيما بعد السيدة الأولى.
تميزت تيبر جور، الزوجة السابقة لنائب الرئيس آل جور، بنشاطها في عدة حملات هدفت لإزالة المواد التي كانت مرفوضة من قائمة الترفيه الأمريكي الشهير مثل الأفلام والبرامج التلفزيونية والموسيقى، بدءًا من فترة استلام زوجها عضوية مجلس الشيوخ. تحدت فناني الأداء بسبب استخدامهم لكلمات بذيئة وغالبًا ما تجادلت مع منتقديها، مثل مغني فرقة ديد كينيديز، جيلو بيافرا. دافعت لين تشيني، زوجة نائب الرئيس ديك تشيني، عن إصلاح التعليم مشيرةً بذلك إلى إخفاقات محددة في نظام المدارس الحكومية الأمريكية خلال فترة عملها كسيدة ثانية. وهي تعد مؤيدة صريحة بشكل كامل لتعليم التاريخ الأمريكي، حيث كتبت خمسة من أروج الكتب حول هذا الموضوع للأطفال وعائلاتهم. عملت جيل بايدن، زوجة الرئيس جو بايدن، كأستاذة لغة إنجليزية في كلية نورثرن فيرجينيا المجتمعية، ويعتقد أنها السيدة الثانية الأولى التي تشغل وظيفة مدفوعة الأجر بينما كان زوجها نائب الرئيس. شاركت في مناسبات مختلفة، بما في ذلك التوعية بسرطان الثدي ومحو الأمية.
أصبح دوغ إمهوف، زوج نائب الرئيس كامالا هاريس، أول رجل نبيل ثان للولايات المتحدة عندما تم انتخاب زوجته لمنصب نائبة الرئيس الأولى. وهو يُعد أول محام وأول شخص يهودي وأول زوج يتولى هذا الدور الفخري. يعمل إمهوف كأستاذ قانون في مركز القانون في جامعة جورج تاون؛ ويُعتقد بأنه ثاني شخص في التاريخ الأمريكي يحتفظ بمنصب مدفوع الأجر أثناء زواجه من نائب الرئيس. كانت أولويته القصوى في منصبه هي الدفاع عن الأمن الغذائي في جميع أنحاء الولايات المتحدة ومحاربة معاداة السامية على المسرح الدولي ومعالجة تغير المناخ والضغط من أجل المساواة في الوصول إلى العدالة. سافر إلى عدة دول تمثل الولايات المتحدة، بما في ذلك: فرنسا وألمانيا وبولندا واليابان وكوريا الجنوبية والفلبين وتايلاند وغانا وتنزانيا وزامبيا وغيرها، بعد أن التقى برؤساء الدول وحضر حفلات التنصيب وعشاء الدولة.

## معرض صور

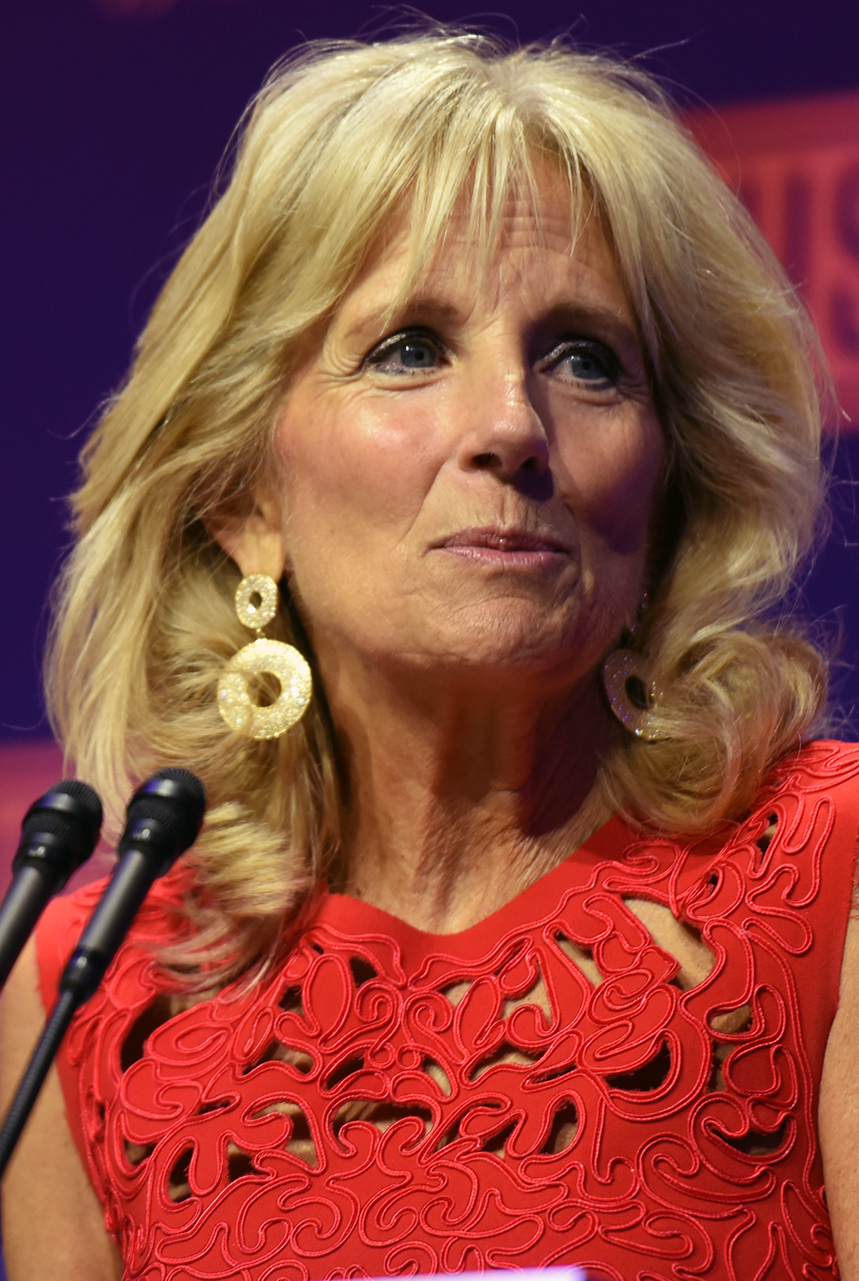
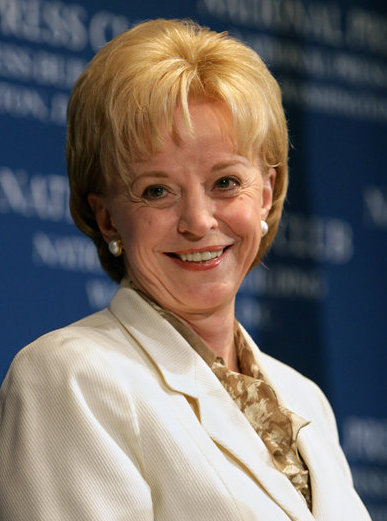
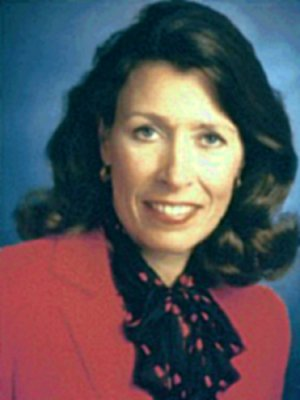
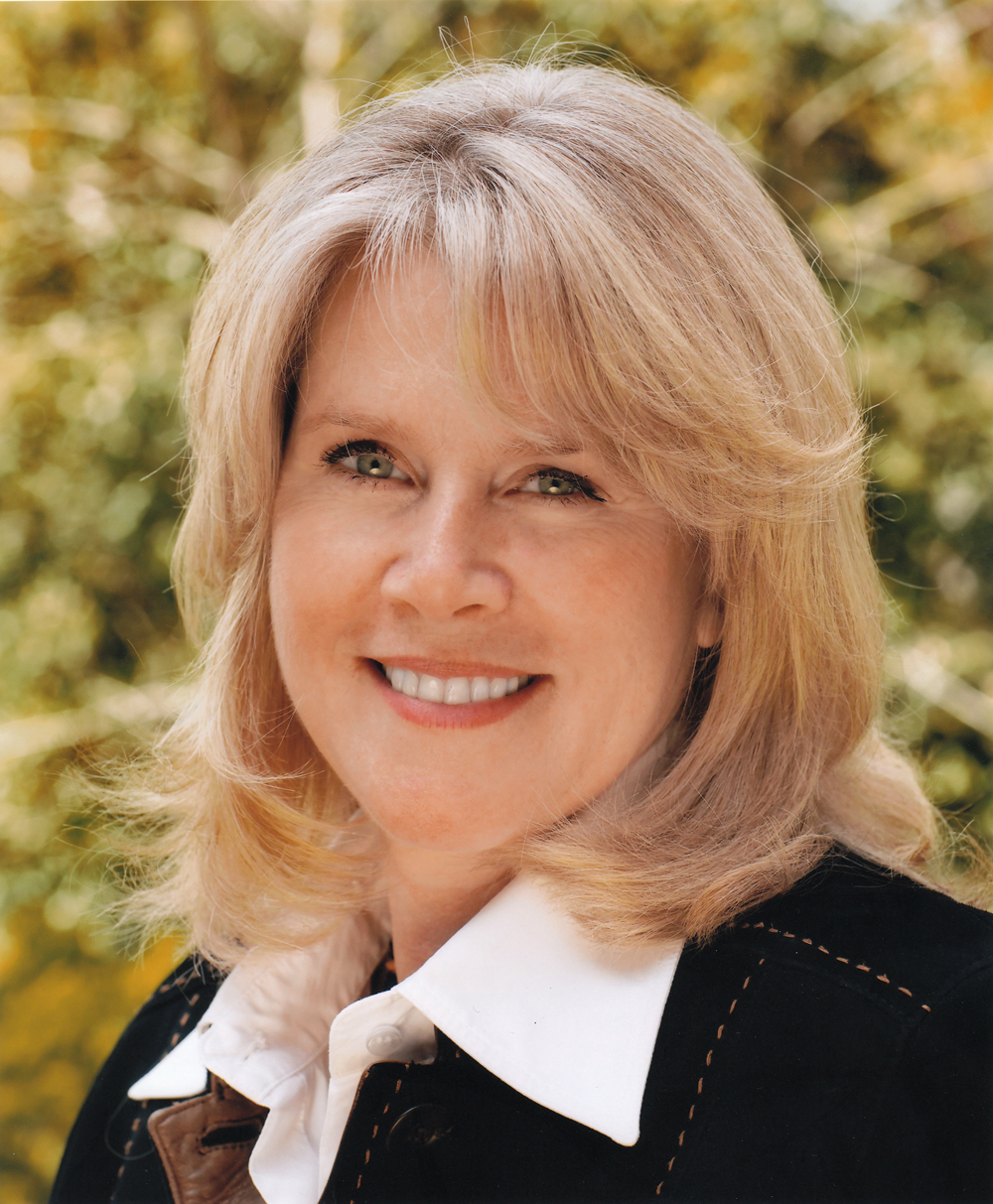